# Brajan (Prambanan)
Brajan is een bestuurslaag in het regentschap Klaten van de provincie Midden-Java, Indonesië. Brajan telt 2671 inwoners (volkstelling 2010).